# Duc de Cornouailles
Pour les articles homonymes, voir Cornouailles (homonymie).
Le titre de duc de Cornouailles (Cornwall en anglais) fut le premier titre de duc créé dans la pairie d'Angleterre. Il est le dernier en Angleterre à être toujours associé à un duché réel, le duché de Cornouailles. Il y a un autre duché en Angleterre, le duché de Lancastre, mais il n'y a plus eu de duc de Lancastre depuis que le titre a été rattaché à la couronne en 1413.
Le duc actuel est William, prince de Galles, duc de Cornouailles et de Cambridge, l'aîné des fils du monarque actuel, le roi Charles III.

## Histoire du titre
Dans son Historia regum Britanniae, Geoffroy de Monmouth rapporte que le premier duc de Cornouailles fut Corineus, troyen exilé après la guerre de Troie. Il s’empara du pays et lui donna son nom (Corinée), après la fondation du mythique royaume de l'île de Bretagne par Brutus.
D'après la légende, Gorlois, duc de Cornouailles sous le roi Uther Pendragon, se rebella contre la domination de son souverain, quand celui-ci devint obsédé par sa femme, Ygraine. Uther tua Gorlois et épousa Ygraine. Le fruit de leur union fut le futur roi Arthur.

### Règles de transmission
Le titre de duc de Cornouailles appartient toujours au fils le plus âgé du souverain. Le titre fut créé pour Édouard, le prince noir, le fils aîné d'Édouard III en 1337. Lorsqu'Édouard décéda avant son père, le titre fut recréé pour son fils, le futur Richard II.
Par une charte de 1421, le titre passe au fils et héritier le plus âgé du souverain. Si le fils le plus âgé du souverain meurt, son fils aîné n'hérite pas du titre. Cependant, si le fils le plus âgé du souverain meurt sans descendance légitime, son frère le plus âgé reçoit le titre. Ces principes font que le titre de duc de Cornouailles ne peut passer qu'à un fils du souverain étant également héritier apparent au trône d'Angleterre (i.e. dont la place dans l'ordre de succession ne peut être modifiée par aucune naissance). Le duc de Cornouailles se voit en général également accorder le titre de prince de Galles, mais contrairement à son titre ducal, celui-ci ne lui est pas donné de façon automatique mais par des lettres patentes décernées par le monarque, souvent accompagnées d'une cérémonie ad hoc tenue selon le bon vouloir du souverain.
Ainsi, le roi Charles III, lorsqu'il était prince héritier, a-t-il accédé au titre de duc de Cornouailles automatiquement en 1952 à l'avènement de sa mère la reine, mais n'a été créé prince de Galles qu'en 1958 par lettres patentes, et formellement investi en 1969.
Le prince héritier actuel, William, 
a accédé à ce titre à la suite du décès de la reine Élisabeth II et de l'avènement de son père, le roi Charles III.

### Particularités du duché
En 1856, sir George Harrison, attorney général, argumenta avec succès du fait que le duché bénéficiait de droits et prérogatives d'un comté palatin, qu'il était extra territorial à l'Angleterre, et que le duc avait des droits sur tout le territoire de Cornouailles équivalents à ceux d'un roi.
Vers 1969-1971, la commission Kilbrandon recommanda que les sources officielles se réfèrent au comté de Cornouailles comme étant un duché et non plus un comté. C'est une reconnaissance officielle de sa position constitutionnelle particulière.
À la suite de son mariage avec le prince de Galles, Camilla Parker Bowles utilise Son Altesse Royale, la duchesse de Cornouailles plutôt que princesse de Galles.

## Duché de Cornouailles
Traditionnellement, le duc de Cornouailles est habilité à recevoir certains droits féodaux. Le duc précédent a reçu ses droits au château de Launceston en 1973. Ceux-ci incluaient une paire de gants blancs, un couple de lévriers, une livre de poivre et de cumin, une paire d'étriers dorés, cent shillings d'argent, un arc, une lance et du bois de chauffage. Le duc de Cornouailles a droit également aux revenus des terres du duché pour couvrir le coût de ses fonctions publiques. S'il n'y a pas de duc de Cornouailles, les revenus du duché vont à la couronne. Le duché comprend plus de 570 km² de terres, la moitié est dans le Devon.
En 2021-2022, le duché a rapporté 23 000 000 £, une somme exempte d'impôt sur le revenu, bien que le prince de Galles ait choisi volontairement de payer cet impôt.
Le duc a également quelques droits sur le territoire du comté de Cornouailles. Le haut shérif de Cornouailles est nommé par le duc, pas par le monarque, contrairement aux autres comtés d'Angleterre et du Pays de Galles. Le duc entre en possession des biens de tous ceux qui meurent sans héritiers et sans testament sur le territoire de Cornouailles, alors qu'en dehors de Cornouailles, ces héritages vont à la couronne.

## Affaire Paradise Papers
Dans le cadre de l'affaire Paradise Papers, il est révélé que le duché de Cornouailles est un investisseur d'une société offshore basée aux Bermudes.

## Héraldique
Les armes du duc de Cornouailles sont : de sable à quinze besants d'or. Un écusson portant ces armes apparaît sur les armes personnelles du prince de Galles, sous son blason principal. Ce blason est aussi utilisé par le conseil du comté de Cornouailles.

## Liste des ducs de Cornouailles

### Plantagenêts (1337-1485)

#### Branche directe (1337-1399)
| Portrait | Nom                                  | Monarque    | Parenté avec le monarque | Naissance      | Devient héritier | Créé duc de Cornouailles | Cesse d'être duc de Cornouailles | Mort            | Armoiries |
| -------- | ------------------------------------ | ----------- | ------------------------ | -------------- | ---------------- | ------------------------ | -------------------------------- | --------------- | --------- |
|          | Édouard de Woodstock                 | Édouard III | fils                     | 15 juin 1330   | 15 juin 1330     | 9 février 1337           | 8 juin 1376                      | 8 juin 1376     |           |
|          | Richard de Bordeaux futur Richard II | Édouard III | petit-fils               | 6 janvier 1367 | 8 juin 1376      | 20 novembre 1376         | 21 juin 1377 accède au trône     | 14 février 1400 |           |

#### Maison de Lancastre (1399-1461, 1470-1471)
| Portrait | Nom                             | Monarque | Parenté avec le monarque | Naissance         | Devient héritier  | Créé duc de Cornouailles | Cesse d'être duc de Cornouailles | Mort         | Armoiries |
| -------- | ------------------------------- | -------- | ------------------------ | ----------------- | ----------------- | ------------------------ | -------------------------------- | ------------ | --------- |
|          | Henri de Monmouth futur Henri V | Henri IV | fils                     | 16 septembre 1386 | 30 septembre 1399 | 15 octobre 1399          | 20 mars 1413 accède au trône     | 31 août 1422 |           |
|          | Henri de Windsor futur Henri VI | Henri V  | fils                     | 6 décembre 1421   | 6 décembre 1421   | 6 décembre 1421          | 31 août 1422 accède au trône     | 21 mai 1471  |           |
|          | Édouard de Westminster          | Henri VI | fils                     | 13 octobre 1453   | 13 octobre 1453   | 15 mars 1454             | 4 mai 1471                       | 4 mai 1471   |           |

#### Maison d'York (1471-1485)
| Portrait | Nom                     | Monarque    | Parenté avec le monarque | Naissance          | Devient héritier | Créé duc de Cornouailles | Cesse d'être duc de Cornouailles | Mort                     | Armoiries |
| -------- | ----------------------- | ----------- | ------------------------ | ------------------ | ---------------- | ------------------------ | -------------------------------- | ------------------------ | --------- |
|          | Édouard futur Édouard V | Édouard IV  | fils                     | 2 novembre 1470    | 11 avril 1471    | 17 juillet 1471          | 9 avril 1483 accède au trône     | septembre 1483 (présumé) |           |
|          | Édouard de Middleham    | Richard III | fils                     | vers décembre 1473 | 26 juin 1483     | 26 juin 1483             | 9 avril 1484                     | 9 avril 1484             |           |

### Maison Tudor (1485-1603)
| Portrait | Nom                            | Monarque   | Parenté avec le monarque | Naissance         | Devient héritier  | Créé duc de Cornouailles | Cesse d'être duc de Cornouailles | Mort            | Armoiries |
| -------- | ------------------------------ | ---------- | ------------------------ | ----------------- | ----------------- | ------------------------ | -------------------------------- | --------------- | --------- |
|          | Arthur Tudor                   | Henri VII  | fils                     | 20 septembre 1486 | 20 septembre 1486 | 20 septembre 1486        | 2 avril 1502                     | 2 avril 1502    |           |
|          | Henri Tudor futur Henri VIII   | Henri VII  | fils                     | 28 juin 1491      | 2 avril 1502      | octobre 1502             | 21 avril 1509 accède au trône    | 28 janvier 1547 |           |
|          | Henri Tudor                    | Henri VIII | fils                     | 1er janvier 1511  | 1er janvier 1511  | 1er janvier 1511         | 23 février 1511                  | 23 février 1511 |           |
|          | Édouard Tudor futur Édouard VI | Henri VIII | fils                     | 12 octobre 1537   | 12 octobre 1537   | 15 octobre 1537          | 28 janvier 1547 accède au trône  | 6 juillet 1553  |           |

### Maison Stuart (1603-1649, 1660-1714)
| Portrait | Nom                              | Monarque    | Parenté avec le monarque | Naissance        | Devient héritier | Créé duc de Cornouailles | Cesse d'être duc de Cornouailles          | Mort             | Armoiries |
| -------- | -------------------------------- | ----------- | ------------------------ | ---------------- | ---------------- | ------------------------ | ----------------------------------------- | ---------------- | --------- |
|          | Henri-Frédéric Stuart            | Jacques Ier | fils                     | 19 février 1594  | 24 mars 1603     | 24 mars 1603             | 6 novembre 1612                           | 6 novembre 1612  |           |
|          | Charles Stuart futur Charles Ier | Jacques Ier | fils                     | 19 novembre 1600 | 6 novembre 1612  | 6 novembre 1612          | 27 mars 1625 accède au trône              | 30 janvier 1649  |           |
|          | Charles Stuart futur Charles II  | Charles Ier | fils                     | 29 mai 1630      | 29 mai 1630      | 29 mai 1630              | 30 janvier 1649 abolition de la monarchie | 6 février 1685   |           |
|          | Jacques François Stuart          | Jacques II  | fils                     | 20 juin 1688     | 20 juin 1688     | 20 juin 1688             | 2 mars 1702 confiscation du titre         | 1er janvier 1766 |           |

### Maison de Hanovre (1714-1901)
| Portrait | Nom                              | Monarque   | Parenté avec le monarque | Naissance        | Devient héritier | Créé duc de Cornouailles | Cesse d'être duc de Cornouailles | Mort            | Armoiries |
| -------- | -------------------------------- | ---------- | ------------------------ | ---------------- | ---------------- | ------------------------ | -------------------------------- | --------------- | --------- |
|          | George futur George II           | George Ier | fils                     | 10 novembre 1683 | 1er août 1714    | 1er août 1714            | 11 juin 1727 accède au trône     | 25 octobre 1760 |           |
|          | Frédéric                         | George II  | fils                     | 1er février 1707 | 11 juin 1727     | 11 juin 1727             | 31 mars 1751                     | 31 mars 1751    |           |
|          | George futur George IV           | George III | fils                     | 12 août 1762     | 12 août 1762     | 12 août 1762             | 29 janvier 1820 accède au trône  | 26 juin 1830    |           |
|          | Albert-Édouard futur Édouard VII | Victoria   | fils                     | 9 novembre 1841  | 9 novembre 1841  | 9 novembre 1841          | 22 janvier 1901 accède au trône  | 6 mai 1910      |           |

### Maison de Saxe-Cobourg-Gotha, puis Windsor (depuis 1901)
| Portrait | Nom                        | Monarque     | Parenté avec le monarque | Naissance        | Devient héritier | Créé duc de Cornouailles | Cesse d'être duc de Cornouailles | Mort            | Armoiries |
| -------- | -------------------------- | ------------ | ------------------------ | ---------------- | ---------------- | ------------------------ | -------------------------------- | --------------- | --------- |
|          | George futur George V      | Édouard VII  | fils                     | 3 juin 1865      | 22 janvier 1901  | 22 janvier 1901          | 6 mai 1910 accède au trône       | 20 janvier 1936 |           |
|          | Édouard futur Édouard VIII | George V     | fils                     | 23 juin 1894     | 6 mai 1910       | 6 mai 1910               | 20 janvier 1936 accède au trône  | 28 mai 1972     |           |
|          | Charles futur Charles III  | Élisabeth II | fils                     | 14 novembre 1948 | 6 février 1952   | 6 février 1952           | 8 septembre 2022 accède au trône | –               |           |
|          | William                    | Charles III  | fils                     | 21 juin 1982     | 8 septembre 2022 | 8 septembre 2022         | en fonction                      | en fonction     |           |